# 보비 래슐리
바비 래쉴리(영어: Bobby Lashley, 1976년 7월 16일 ~ )는 미국의 남자 프로레슬링선수이자 이종격투기선수다. 본명은 프랭클린 로베르토 로버트 레쉴리(Franklin Roberto Robert Lashley)다. 키는 190cm(6 ft 3in)에다가 몸무게는 123kg(273 lb)이다.

## 프로레슬링 경력
바비 래쉴리는 1999년 프로레슬링 입문했으며 2005년 WWE의 스맥다운에 등장하였다. 피니쉬는 도미네이터(2005년 ~ 2006년까지 인버티드 프론트 파워슬램으로 하거나 2006년도에서는 런닝 프론트 파워슬램으로 사용을 한다.), 드래곤 슬리퍼, 스피어, 요코스카 커터로 주로 사용한다. 그러나 현재는 허트 락(풀 넬슨)으로 사용을 한다. 탄탄한 근육과 파워풀한 모습으로 데뷔 초 강렬한 인상을 주었고, 데뷔 후 선역으로 활동했다. 윌리엄 리걸, 데이브 핀레이, 사이먼 딘 등의 당시 악역 선수들과 대립하다가, 2006년 5월 WWE 유나이티드 스테이츠 챔피언십에 등극했으나 2달 뒤인 7월에 데이브 핀레이에게 타이틀을 빼앗긴다. 이후 2006년 12월 PPV 디셈버 투 디스멤버의 ECW 일리미네이션 체임버 매치에서 우승해 ECW 월드 헤비웨이트 챔피언십을 획득하게 되었다. 이후 우마가, 빈스 맥맨과 대립했고 레슬매니아 23에서 우마가와 도널드 트럼프, 빈스 맥마흔의 머리카락이 걸린 경기를 가지게 되었다. 레슬매니아 23에서 열린 우마가와의 경기에서 승리하면서 도널드 트럼프, 스티브 오스틴과 함께 빈스 맥마흔의 머리를 삭발했다. 레슬매니아 23 이후 ECW에서 RAW로 이적하면서 자신이 보유하고 있던 ECW 챔피언쉽 타이틀을 ECW에 반납했다. RAW로 이적한 뒤 존 시나와 WWE 챔피언 타이틀을 두고 대립하게 된다. 2007년 그레이트 아메리칸 배쉬에서 존 시나와 경기를 했으나 바비 래쉴리가 패배했다. 그 경기 이후 RAW에서 미스터 케네디에게 부상을 당해 몇달 간은 WWE에 나오지 못하게 되었다. 래쉴리는 2008년 1월 쯤에 복귀할 계획이 있었으나 WWE로 복귀하지 않았고 자진해서 WWE에서 탈퇴했다. 이후 2009년 TNA에 데뷔했하지만 TNA에서 그렇다 할 활약을 보이지 못하자 TNA에서도 탈단한 뒤 종합격투기선수로 전향했다. 종합격투기선수로 활동하고 있음에도 불구하고 2014년 3월 9일 TNA에 복귀하면서 악역인 벨라토르 활동을 병행하던 와중, 4월 9일 진행된 WWE RAW를 통해 11년 만에 다시 본인의 친정인 WWE에 복귀를 하다가 WWE 퇴사를 한 뒤 그대로 2024년 10월 30일 AEW왔다. 그러나 MVP, 쉘턴 벤자민과 결합을 하게 된다. 진짜 진심이다.

## Professional wrestling highlights
- Finishing moves
  - Anaconda Vice (Arm-trap triangle choke) - 2016-2019
  - Dominator (Inverted front powerslam - 2005-2006 or a running front powerslam - 2006-present)
  - Dragon sleeper - 2009-2016
  - Hurt Lock (Full nelson) - 2019-present
  - Spear - 2006-present
  - Yokosuka cutter - 2018-2019
- Signature moves
  - Clothesline
  - Multiple slam variations
    - Body
    - Full nelson
    - Sitout fallaway
    - Spinning inverted military press

  - Multiple suplex variations
    - Delayed vertical
    - Exploider
    - German
    - Northern lights
    - Overhead belly to belly

  - Multiple turnbuckle thrusts
  - Scoop powerslam
  - Shoulder gutbuster
  - Spinebuster
  - Torture rack backbreaker drop
- Manager
  - Donald Trump
  - Kristal Lashley
  - Lana
  - Lio Rush
  - MVP
- Nicknames
  - "The All Mighty" (WWE)
  - "The Boss" (TNA)
  - "The Dominator" (WWE)
  - "Human Kryptonite" (Impact)
  - "The Tank That Moves Like a Race Car" (Impact)
  - "The Real Deal" (WWE)
  - "The God of Thunder" (TNA)
  - "The Beast" (TNA)
  - "The Monster" (TNA)
  - "The Destroyer" (TNA)
  - "The Unstoppable Juggernaut of Force" (Impact)
- Entrance themes
  - "God of Thunder" by Kiss (OVW; 2005)
  - "Unstoppable" by Jim Johnston (WWE; 2005 - 2007)
  - "Hell Will Be Calling Your Name" by Jim Johnston and Mercy Fall (WWE; 2007)
  - "Blow Me Away" by Breaking Benjamin (AAA; 2008)
  - "The Boss" by Dale Oliver (TNA/Impact Wrestling; 2009 - 2010; 2014)
  - "Return of the Ronin" by MVP (TNA; 2014 – 2015; used as a member of the Beat Down Clan)
  - "Domination" by Dale Oliver (Impact Wrestling; 2014 - January 2017)
  - "Fire & Brimstone" by Dale Oliver (Impact Wrestling; 2017 - 2018)
  - "Dominance (Remix)" by CFO$ (WWE; 2018 - 2020)
  - "It's Time" by CFO$ (WWE; 2020 - 2021; used as a member of the Hurt Business)
  - "Titan" by Def Rebel (WWE; 2020-2023)
  - "All Mighty" by Def Rebel (WWE; 2023-2024)

## 수상
- AWF 태그팀 챔피언 (1회) - 부기맨
- IWS 헤비웨이트 챔피언 (1회)
- 모스트 임푸로브드 레슬러 오브 더 이열 (2006)
- 루키 오브 더 이열 (2005)
- 랭크드 넘버 3 오브 더 탑 500 싱글즈 레슬링 인 더 PWI 500 인 2021
- TNA/임팩트 레슬링 월드 헤비웨이트 챔피언 (4회)
- TNA 킹 오브 더 마운틴 챔피언 (1회)
- TNA X 디비전 챔피언 (1회)
- TNA 챔피언쉽 시리즈 (2009)
- TNA 조커스 와일드 (2015)
- ECW 월드 챔피언 (2회)
- WWE 챔피언 (2회)
- WWE 인터콘티넨털 챔피언 (2회)
- WWE 유나이티드 스테이츠 챔피언 (3회)
- WWE 슬리미 어워즈 (1회)
  - 트래쉬 스토커 오브 더 이열 (2020) - 더 허트 비즈니스 셰어드 레이시 에반스
- AEW 월드 태그팀 챔피언 1회 - 셸턴 벤저민